# Большая Лука
Большая Лука — село в Вадинском районе Пензенской области России. Административный центр Большелукинского сельсовета.

## География
Село находится в северо-западной части Пензенской области, в пределах восточной окраины Окско-Донской низменности, в лесостепной зоне, на левом берегу реки Вад, на расстоянии примерно 7 километров (по прямой) к западу от села Вадинска, административного центра района. Абсолютная высота — 141 метр над уровнем моря.
Климат
Климат характеризуется как умеренно континентальный. Средняя температура воздуха самого холодного месяца (января) составляет −11,5 °C (абсолютный минимум — −44 °С); самого тёплого месяца (июля) — 19,5 °C (абсолютный максимум — 38 °С). Продолжительность безморозного периода составляет 133 дня. Годовое количество атмосферных осадков — 467 мм. Снежный покров держится в среднем 141 день.

## История
Основано во второй половине XVII века. В 1721 году жители принадлежали помещиками Л. Б. Мерлину и Я. Б. Вышеславцеву. В дальнейшем числились за различными мелкопоместными уездными дворянами. В 1782 году имелись: храм во имя Архангела Михаила и два деревянных господских дома.
В середине XIX века в селе действовала помещичья суконная фабрика, функционировала больница, церковно-приходская школа и мельница. Работал кирпичный завод. Перед отменой крепостного село принадлежало князю Василию Андреевичу Енгалычеву. В мае 1907 года на суконной фабрике, принадлежавшей Казеевым, произошла забастовка рабочих, подавленная силами 127 Путивльского пехотного полка и полицейской стражи.
По состоянию на 1911 год в Большой Луке, относившейся к Ртищевской волости Керенского уезда, имелись: 11 крестьянских общин, 230 дворов, церковь, две школы (церковно-приходская и фабричная), медицинский пункт, ветряная мельница, кирпичный сарай, пекарня, пять лавок и суконная фабрика. Население села того периода составляло 1497 человек. По состоянию на 1934 год в Большой Луке располагалась центральная усадьба Вадского коноплеводского совхоза системы Лубтреста; в 1955 году — центральная усадьба колхоза «Путь к коммунизму».

## Население
| 1864  | 1877 | 1897  | 1911  | 1926  | 1930  | 1939  |
| ----- | ---- | ----- | ----- | ----- | ----- | ----- |
| 779   | ↘645 | ↗1304 | ↗1497 | ↗1575 | ↗1890 | ↘1081 |
| 1959  | 1979 | 1989  | 1996  | 2002  | 2010  |       |
| ↘1000 | ↘596 | ↘504  | ↘502  | ↘440  | ↘416  |       |

Половой состав
По данным Всероссийской переписи населения 2010 года в гендерной структуре населения мужчины составляли 46,9 %, женщины — соответственно 53,1 %.
Национальный состав
Согласно результатам переписи 2002 года, в национальной структуре населения русские составляли 100 % из 440 чел.

## Инфраструктура
Действуют средняя школа (филиал СОШ с. Вадинск), фельдшерско-акушерский пункт, дом культуры и библиотека.

## Улицы
Уличная сеть села состоит из пяти улиц.